# كروس فت

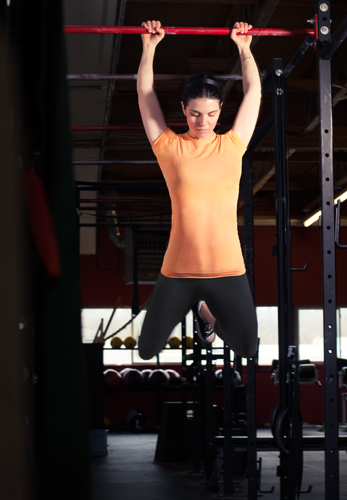
امرأة تتدرب Crossfit.

كروس فت (بالإنجليزية: Crossfit) وتترجم بـ: اللياقة المتطالعة أو التطالعية هو نظام لياقة بدنية يحمل علامة تجارية شهيرة وقد أنشأه جريج جلاسمان بعام 1996. إنها علامة تجارية مسجلة لشركة "CrossFit.Inc"،  والتي أطلقها وأعلن عنها كلاً من جريج غلاسمان ولورين جيني في عام 2000.
تم الترويج لكروس فت على أنها فلسفة ممارسة الرياضة البدنية وكذلك هي تعبر عن اللياقة البدنية التنافسية، وتتضمن عناصر من التدريب عالية الكثافة الفاصلة، ورفع الأثقال الأولمبية، plyometrics، رفع الأثقال، الجمباز، girevoy الرياضة، تمارين رياضية، القوي، وغيرها من التدريبات. يمارسها الآلاف من أعضاء الصالات الرياضية التابعة (GYM)،  نصفها تقريبًا في الولايات المتحدة،  وكذلك يتم ممارستها من قبل الأفراد الذين يكملون التدريبات اليومية (يُعرفون أيضًا باسم "WODs" أو «ممارسوا التمارين اليومية»).
تم انتقاد CrossFit بسبب التسبب المزعوم في معاناة الناس من إصابات غير ضرورية  وانحلال الربيدات الجهدية، وهو انهيار محتمل يهدد الحياة في العضلات من أثر مجهود شديد تمت ممارسته.

## التاريخ
```
Cross-Fit
.
[
25
]
```

تأسست الشركة عام 1996 من قبل جريج غلاسمان تحت اسم Cross-Fit. أسس جريج غلاسمان ولورين جيني شركة CrossFit.Inc في عام 2000. كانت صالة الألعاب الرياضية الأصلية CrossFit في سانتا كروز، كاليفورنيا، وكانت أول صالة ألعاب رياضية تابعة هي CrossFit North في سياتل، واشنطن؛ كان هناك 13 بحلول عام 2005، وفي عام 2016 كان هناك أكثر من 13000. من بين المدربين المرتبطين بـ CrossFit لوي سيمونز وجون ويلبورن وبوب هاربر.
حصلت Glassman على السيطرة الكاملة على الشركة بعد الطلاق من Jenai، التي حاولت بيع حصتها في الشركة إلى طرف خارجي بعد تسوية الطلاق، لكن Glassman اشترتها بقرض قيمته 16 مليون دولار من Summit Partners.
في 24 يونيو 2020، بعد الاحتجاج الذي أعقب تعليقات Glassman بشأن مقتل جورج فلويد، أُعلن أنه كان يبيع الشركة إلى Eric Roza، مالك صندوق CrossFit في كولورادو والرئيس التنفيذي السابق لشركة Datalogix . أعلن روزا أنه سيتولى منصب الرئيس التنفيذي بعد إتمام البيع في يوليو. في أواخر نوفمبر، أعلنت شركة CrossFit عن عقد إيجار مبنى لمقرها الرئيسي في بولدر.
رياضه CrossFit صالة الألعاب الرياضية في سانتا كروز، كاليفورنيا، والصالة الرياضية التابعة الأولى ديه CrossFit في سياتل، واشنطن. كان هناك 13 بحلول عام 2005، واليوم هناك أكثر من 1
 وليندي باربر.
غلاسمان يحتفظ سيطرة كاملة على الشركة بعد أدت الطلاق في زوجته المنفصلة عنه، لورين، في محاولة لبيع حصتها في الشركة. كان غلاسمان قادرة على الحصول على قرض 16000000 $ من الشركاء قمة لشراء حصة لها

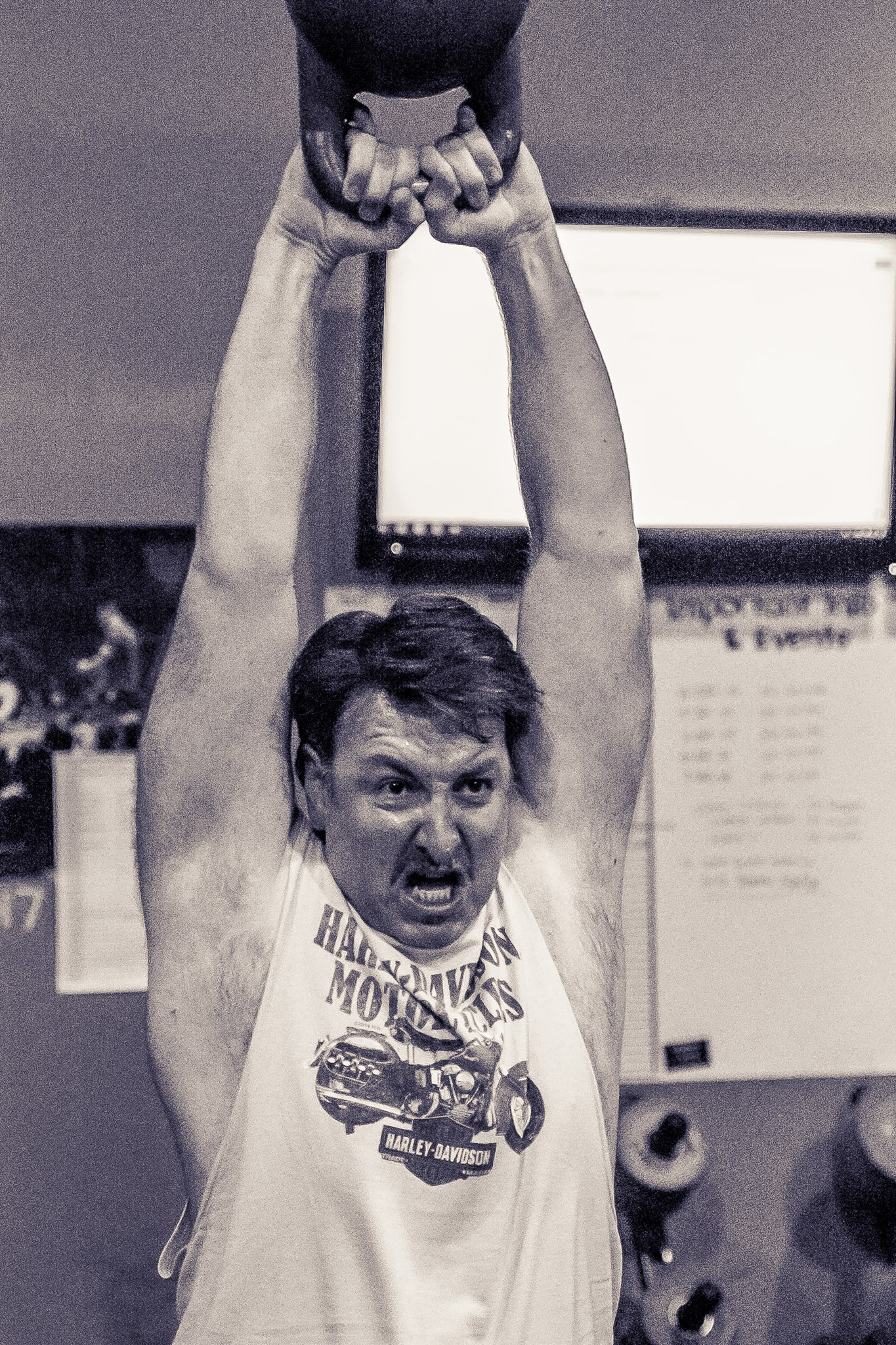
موريس نوفوا يتدرب على أرجوحة الجرس الأمريكية

## نظرة عامة
CrossFit هو برنامج القوة وتكييف تتكون أساسا من مزيج من التمارين الرياضية، والجمباز (تمارين وزن الجسم)، والاولمبي رفع الوزن CrossFit Inc.يصف قوتها وبرنامج تكييف ب «الحركات الوظيفية المتنوعة باستمرار أعدم في كثافة عالية في جميع أنحاء مشروط والوقت مجالات واسعة،» مع الهدف المعلن لتحسين اللياقة البدنية، والذي يعرف بأنه «القدرة على العمل عبر الزمان واسع ومجالات الوسائط.» دروس لمدة ساعة في الصالات الرياضية التابعة لها، أو «صناديق»، وتشمل عادة ما يصل دافئ، شريحة تنمية المهارات، وعالية الكثافة «تجريب اليوم» (أو WOD)، وفترة من فرد أو جماعة تمتد. بعض صالات رياضية أيضا في كثير من الأحيان تركز حركة القوة السابقة إلى WOD. وغالبا ما سجل أداء على كل WOD و / أو المرتبة لتشجيع المنافسة وتتبع التقدم الفردي. بعض الشركات التابعة لها تقدم دروسا إضافية، مثل رفع أثقال، والتي لا تتركز حول WOD.
CrossFit صالات رياضية تستخدم المعدات من تخصصات متعددة، بما في ذلك الحدائد، الدمبل، الجمباز خواتم والحانات سحب ما يصل، وحبال القفز، kettlebell ق، كرات الطب، وصناديق plyo،
 وكذلك من قبل بعض المعلمين الولايات المتحدة والكندي المدرسة الثانوية البدني والتعليم، والمدارس الثانوية والكليات والفرق الرياضية، وميامي مارلينز
يعد CrossFit برنامجًا للقوة والتكييف واللياقة البدنية الشامل يتكون أساسًا من مزيج من التمارين الهوائية وتمارين الجمباز (تمارين وزن الجسم) ورفع الأثقال الأولمبية. تصف شركة CrossFit.Inc برنامج القوة والتكييف الخاص بها بأنه «حركات وظيفية متنوعة باستمرار يتم تنفيذها بكثافة عالية عبر مجالات زمنية واسعة ونطاقات نمطية»،  تهدف CrossFit إلى تطوير اللياقة فيما تعتبره الشركة المكونات العشرة للياقة البدنية: التحمل القلبي الوعائي / التنفسي، القدرة على التحمل، القوة، المرونة، القوة، السرعة، التنسيق، الرشاقة، التوازن، الدقة.
تتضمن الفصول الدراسية التي تستغرق ساعة في الصالات الرياضية التابعة، أو «الصناديق»، عادةً الإحماء، وقطاع تنمية المهارات، و «تمرين اليوم» عالي الكثافة (أو WOD)، وفترة التمدد الفردي أو الجماعي. غالبًا ما تحتوي بعض الصالات الرياضية أيضًا على حركة تركز على القوة قبل WOD. غالبًا ما يتم تسجيل و / أو تصنيف الأداء في كل WOD لتشجيع المنافسة وتتبع التقدم الفردي. تقدم بعض الشركات التابعة فصولاً إضافية، مثل رفع الأثقال الأولمبية، والتي لا تتمحور حول WOD.
صالات رياضية الخاصة بكروس فت تستخدم المعدات من تخصصات متعددة، بما في ذلك الحدائد، الدمبل، الجمباز خواتم، يتسلق حبل والحانات سحب ما يصل، حبال القفز، kettlebells، كرات الطب، وصناديق plyo،  مقاومة العصابات، آلات التجديف، والحصير المختلفة. يركز CrossFit على «الحركة الوظيفية المتنوعة والعالية الكثافة باستمرار»،  بالاعتماد على الفئات والتمارين مثل تمارين الجمباز،  رفع الأثقال على النمط الأولمبي، ورفع الأثقال، وأحداث الرجل القوي، وقياسات البلايوم، وتمارين وزن الجسم، والداخلية التجديف والتمارين الهوائية والجري والسباحة.
تعد برمجة CrossFit لامركزية، ولكن يتم استخدام منهجيتها العامة من قبل الآلاف من الصالات الرياضية التابعة الخاصة، وإدارات مكافحة الحرائق، ووكالات إنفاذ القانون، والمنظمات العسكرية، بما في ذلك حراس الحياة الملكي الدنماركي،  وكذلك من قبل بعض معلمي التربية البدنية في المدارس الثانوية الأمريكية والكندية، والفرق الرياضية في المدارس الثانوية والكليات، وميامي مارلينز.
أظهر التحليل الإحصائي لعام 2014 أن 50٪ من المشاركين في CrossFit كانوا من الذكور و 50٪ من الإناث. أدى اهتمام CrossFit المتزايد دوليًا إلى زيادة الاهتمام برفع الأثقال الأولمبي في الولايات المتحدة.

## نموذج العمل

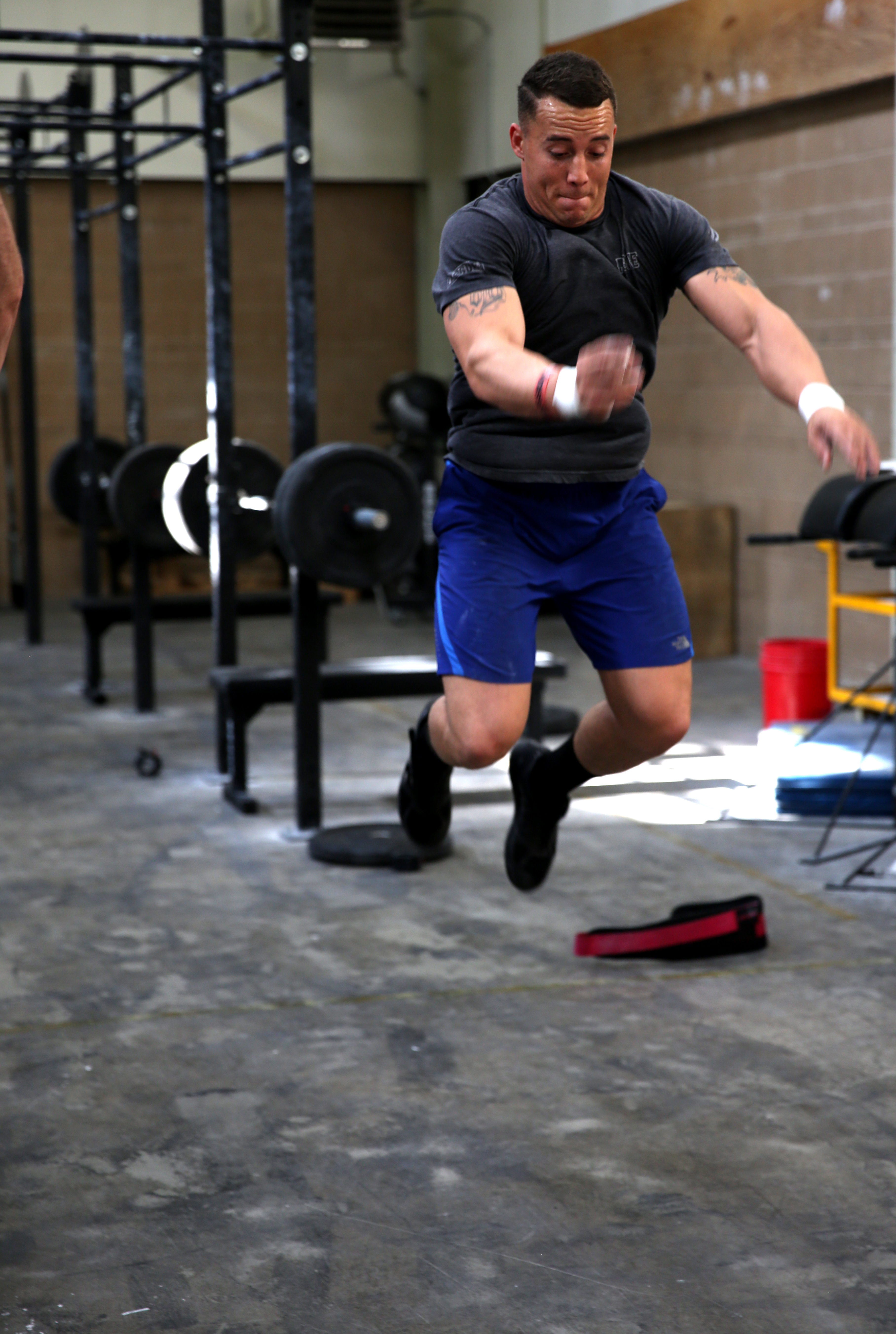
رقيب يؤدي قفزة واسعة خلال جلسة تدريبية في قاعدة مشاة البحرية الجوية ميرامار

ترخص شركة CrossFit.Inc اسم CrossFit لصالات الألعاب الرياضية مقابل رسوم سنوية وتعتمد المدربين. إلى جانب معيار لمدة يومين  «المستوى 1 دورة مدرب»،  وتشمل ندوات تخصص الجمباز ورفع الاثقال الاولمبية ورفع الاثقال، القوي والجري والتحمل، والتجديف، kettlebells، والتنقل والانتعاكروسشفيت للي أطفالكروسوفيت ي لكرة القدم، ودفاع عن النفس وضرب.
تشمل التعديلات المتخصصة الأخرى برامج للنساء الحوامل وكبار السن ومرشحي العمليات العسكرية الخاصة. يطور المنتسبون البرمجة والتسعير والطرق التعليمية الخاصة بهم. يرى العديد من الرياضيين والمدربين أنفسهم على أنهم جزء من حركة متمردة معارضة تشكك في حكمة اللياقة التقليدية. بالإضافة إلى أداء التدريبات الموصوفة، فإنهم يتبعون توصيات التغذية في CrossFit، ويتبنون نظام باليو و / أو نظام غذائي للمنطقة.
يستخدم CrossFit نموذج إنترنت المجتمع الافتراضي. تقول الشركة إن هذا النهج اللامركزي يشترك في بعض الميزات المشتركة مع مشاريع برمجيات المصدر المفتوح ويسمح بأفضل الممارسات بالظهور من مجموعة متنوعة من المناهج،  تنازع متنازع عليه من قبل بعض المنافسين والشركات التابعة السابقة.
اعتبارًا من 2019, there are over 15,000 CrossFit affiliates in over 150 countries.

## ألعاب كروس فت
تقام «ألعاب الكروس فت»، من إخراج ديف كاسترو، كل صيف منذ عام 2007. يتنافس الرياضيون في الألعاب في التدريبات التي يتعلمونها قبل ساعات فقط، بما في ذلك أحيانًا عناصر مفاجئة ليست جزءًا من نظام CrossFit النموذجي. تشمل الأمثلة السابقة السباحة في المياه القاسية ورمي الكرة اللينة وتسلق لوحة التحكم.
تم تصميم الألعاب كمكان لتحديد «الأصلح على الأرض»، حيث يجب أن يكون المتنافسون «جاهزين لأي شيء».
في عام 2011، اعتمدت الألعاب صيغة تأهيل عبر الإنترنت، مما سهل مشاركة الرياضيين في جميع أنحاء العالم. خلال "CrossFit Open" لمدة خمسة أسابيع، يتم إصدار تمرين جديد كل أسبوع. أمام الرياضيين عدة أيام لإكمال التمرين وإرسال نتائجهم عبر الإنترنت، إما باستخدام مقطع فيديو أو التحقق من الصحة من قبل شركة تابعة لـ CrossFit. نظرًا لأن Open Open متاح لأي مستوى من الرياضيين، فإن العديد من المنتسبين يشجعون مشاركة الأعضاء ويمكن أن يصل عدد المشاركين في جميع أنحاء العالم إلى مئات الآلاف.
في الفترة من 2011 إلى 2018، يتقدم أفضل فناني CrossFit Open للأفراد والفرق في كل منطقة إلى الأحداث الإقليمية، التي تقام على مدار الشهرين التاليين حول العالم. يؤهل كل حدث إقليمي عددًا محددًا من أفضل المتسابقين لإرساله إلى الألعاب. تشتمل الألعاب على أقسام للأفراد من كل جنس، وفرق مختلطة، وعدد من الفئات العمرية للماجستير والمراهقين.
منذ عام 2019، تم إيقاف المسابقة الإقليمية ويتأهل اللاعبون الفرديون إما من خلال كونهم البطل الوطني في بطولة العالم المفتوحة، أو احتلالهم في المراكز العشرين الأولى في جميع أنحاء العالم في بطولة العالم المفتوحة، أو الفوز بحدث معتمد من CrossFit، أو عن طريق الدعوة.
في عام 2020، نظرًا لوباء COVID-19، تم تغيير تنسيق الألعاب بشكل كبير لألعاب CrossFit 2020: تم تقسيم الحدث إلى جزأين، حيث يتكون الجزء الأول من مسابقة عن بُعد تضمنت 60 رياضيًا: أفضل 20 امرأة و 20 رجلاً من لوحة المتصدرين المفتوحة، إلى جانب تصفيات 10 سيدات و 10 رجال من Sanctionals. سيشارك الفائزون الخمسة الأوائل (لكل من الرجال والنساء) في حدث شخصي نهائي في Aromas، كاليفورنيا، المقرر عقده في 19 أكتوبر حتى 25 أكتوبر. بالنسبة لحدث 2020، لم تكن هناك فرق أو سادة أو أحداث للشباب.

## الشهادات
هناك أربعة مستويات لشهادة مدرب CrossFit. لفتح صالة ألعاب رياضية تابعة لـ CrossFit، لا يتطلب الأمر سوى اعتماد مدرب للمستوى الأول.
المستوى الأول (CF-L1) هو مستوى المقدمة، حيث يحضر المشاركون فصلًا جماعيًا في عطلة نهاية الأسبوع، ويتحدثون عن المنهجية الأساسية وأساسيات CrossFit، ويتعلمون كيفية إجراء فصولهم الخاصة. يذهبون إلى التقنيات وكيفية تعديلها لأولئك الذين لا يستطيعون القيام بها. بعد الانتهاء من الدورة التدريبية من المستوى الأول، يجب أن يكون المرء واثقًا من إجراء فصل دراسي، وقياس التدريبات وفقًا للرياضيين، وإبقاء CrossFit وفقًا لمعاييره.
في المستوى الثاني، يتعمق التدريب في آليات الحركات وكيف تكون قادة وتتواصل مع الطلاب الآخرين. في دورة المستوى الثاني، يتعرف المشاركون على القدرات الرياضية ويتم تقييمهم كمدربين في مجموعات.
للحصول على شهادة المستوى الثالث، يجب أن يكمل المدرب 1500 ساعة من تدريب اللياقة البدنية النشط ويصبح معتمدًا من CPR للحفاظ على الشهادة، يجب على مدربي المستوى 3 الحصول على 50 وحدة تعليم مستمر كل ثلاث سنوات. للحصول على شهادة المستوى الرابع، وهو أعلى مستوى معترف به حاليًا من قبل CrossFit.Inc ، يجب على المدرب تسجيل عدة سنوات كمستوى ثلاثة واجتياز اختبار.

## نقد

### إصابة
كان خطر الإصابة المرتبطة بتدريب CrossFit سؤالًا مثيرًا للجدل منذ أن بدأت شعبية البرنامج في الارتفاع في أوائل العقد الأول من القرن الحادي والعشرين. اتهم النقاد شركة CrossFit.Inc باستخدام حركات خطيرة ومستويات غير مناسبة من الشدة، والسماح للأفراد غير المؤهلين بأن يصبحوا مدربين CrossFit.
ردًا على هذه الانتقادات، تدعي شركة CrossFit.Inc أن «CrossFit آمن نسبيًا حتى عندما يتم إجراؤه بتقنية سيئة، ولكنه أكثر أمانًا وفعالية عند إجرائه بتقنية جيدة.»  تدعي شركة CrossFit.Inc أيضًا أنه يمكن تقليل مخاطر الإصابة عن طريق توسيع نطاق التدريبات وتعديلها بشكل صحيح، وهو مفهوم يتم تدريسه على موقع الويب الخاص بها وفي دورة تدريب CrossFit المستوى 1.
يدعم CrossFit هذا الموقف من خلال الاستشهاد بثلاثة استطلاعات أكاديمية لمشاركي CrossFit. حسبت هذه الاستطلاعات معدلات الإصابة بين 2.4 و 3.1 إصابة لكل 1000 ساعة من التدريب، والتي يجادل CrossFit بأنها متوافقة مع أو أقل من معدلات الإصابة الموجودة في «تدريب اللياقة العامة».
دراسة نشرت في مجلة أبحاث القوة والتكييف بعنوان "تدريب القوة عالي الكثافة القائم على Crossfit يحسن أقصى لياقة بدنية وتكوين الجسم" اتبعت 54 مشاركًا لمدة 10 أسابيع من تدريب CrossFit. وقالت الدراسة إن "... نسبة ملحوظة من موضوعاتنا (16٪) لم يكملوا البرنامج التدريبي وعادوا لاختبار المتابعة". "قال المؤلفون" هذا قد يدعو إلى التساؤل عن نسبة المخاطر والفوائد لمثل هذه البرامج التدريبية المتطرفة. . ". من بين "10 من 11 مشاركًا لم يكملوا الدراسة قدموا أسبابهم لعدم الانتهاء، مع ذكر 2 فقط الإصابة أو الظروف الصحية التي منعتهم من إكمال اختبار المتابعة".

### دعوى قضائية من قبل شركة Cross Fit.Inc ضد NSCA
في عام 2014، رفعت شركة CrossFit.Inc دعوى قضائية ضد National Strength and Conditioning Association (NSCA) لنشر هذه الدراسة، بدعوى أن البيانات خاطئة و «تهدف إلى تخويف المشاركين بعيدًا عن CrossFit».
تنفي NSCA مزاعم شركة CrossFit.Inc  لكنها أصدرت خطأً يقر بأن بيانات الإصابة غير صحيحة.
في سبتمبر 2016، حكمت محكمة المقاطعة لصالح ادعاءات شركة CrossFit Inc. بأن بيانات الإصابة تم العثور عليها كاذبة، ولكن ليس أن NSCA كانت ذات دوافع تجارية أو أن نشر الدراسة كان تشهيريًا لأن NSCA لم يعد قائماً خلف الدراسة.
في فبراير 2017، قدم CrossFit عقوبات ضد NSCA بعد أن اعترف أحد شهود NSCA بتزوير البيانات أثناء الإيداع. في مايو 2017، أصدرت المحكمة 17 قضية عقوبات ضد NSCA، حيث كتبت أن المنظمة لديها دافع تجاري لتزوير البيانات، ونشرت البيانات الخاطئة عن قصد لتقليل قيمة CrossFit، وضللت الجمهور مع خطأهم. حصل CrossFit على 74000 دولار كرسوم قانونية وسمح له بمواصلة التحقيق في NSCA. إذا أظهر تحليل الطرف المحايد لخوادم NSCA أي سوء سلوك آخر، فيجوز لـ CrossFit تقديم شكوى معدلة لمزيد من العقوبات والتعويض عن الإيرادات المفقودة.
في مايو 2019، اتصلت شركة CrossFit.Inc بمجلة Orthopedic Journal of Sports Medicine للمطالبة بسحب ورقة أخرى، نُشرت في المجلة في وقت سابق من ذلك الشهر. تنص الورقة على أن المشاركين في CrossFit «هم أكثر عرضة للإصابة ويطلبون العلاج الطبي مقارنة بالمشاركين في رفع الأثقال التقليدي»، وهو اكتشاف زعمت شركة CrossFit.Inc أنها تستند إلى أخطاء علمية ومواد من دراسات تم التراجع عنها أو تم تمثيلها بشكل خاطئ.

### انحلال الربيدات الجهدية
كانت العلاقة بين CrossFit وانحلال الربيدات الجهدية موضوعًا للجدل للشركة. أكد بعض المهنيين الطبيين أن كلاً من منهجية CrossFit والبيئة التي أنشأها مدربي CrossFit تضع الرياضيين في خطر كبير لتطوير انحلال الربيدات.
نجح رجل في رفع دعوى قضائية ضد مدربي CrossFit غير المعتمدين وحصل على 300000 دولار أمريكي كتعويض،  بعد أن عانى من انحلال الربيدات بعد أداء تمرين CrossFit في 11 ديسمبر 2005، في Manassas World Gym في ماناساس، فيرجينيا، تحت رعاية المدربين المذكورين. إشراف. لم يتم إدراج شركة CrossFit.Inc كمدعى عليه في الدعوى القضائية.
لا تجادل شركة CrossFit في أن منهجيتها لديها القدرة على التسبب في انحلال الربيدات. تذكر الشركة أن انحلال الربيدات الجهد يمكن العثور عليه في مجموعة متنوعة من الرياضات والتدريب، وتجادل بأن منتقديها قد خلطوا بين وعي CrossFit المرتفع بانحلال الربيدات مع مخاطر عالية. صرح أحد المتحدثين باسم CrossFit أن «تقرير ESPN عن 53 حالة وفاة في سباقات الترياتلون الأمريكية من 2007 إلى 2013 كان يجب أن يزيل المشكلة» 
منذ مايو 2005، نشرت CrossFit.Inc العديد من المقالات حول انحلال الربيدات في مجلة CrossFit الخاصة بالشركة. تم تضمين ثلاثة من المقالات في دليل CrossFit المقدم لجميع المدربين المحتملين.
كما تعرضت شركة CrossFit لانتقادات بسبب موقفها «المتعجرف»  تجاه انحلال الربيدات من خلال الترويج لشخصية تُعرف باسم «العم رابدو» (مهرج كرتوني يحتضر بطريقة درامية - مرتبط بجهاز غسيل الكلى مع كليتيه والأمعاء التي تقع على الأرض). رداً على هذا النقد، صرح جريج غلاسمان «قدمنا (العم) Rhabdo لأننا صادقون ونعتقد أن الكشف الكامل عن المخاطر هو الشيء الأخلاقي الوحيد الذي يجب القيام به.» 

### الخلافات على وسائل التواصل الاجتماعي
تعرضت شركة CrossFit.Inc لانتقادات مختلفة وتمت الإشادة بها بسبب نهجها غير التقليدي في وسائل التواصل الاجتماعي. وقد تضمن هذا النهج نشر مقالات وتغريدات حول مواضيع غير متعلقة باللياقة البدنية (بما في ذلك السياسة والفلسفة والشعر)  بالإضافة إلى التفاعل المباشر مع مستخدمي وسائل التواصل الاجتماعي الآخرين ونقاد برنامج الشركة.
في 4 يونيو 2014، قام فريق CrossFit بتحميل «فيديو محاكاة ساخرة على صفحتهم على Facebook» ليسوع، والذي يعرض مفاهيم مثل «الثالوث المقدس للتمرين». كتبت ياسمين حافظ في هافينغتون بوست أن بعض «المشاهدين غاضبون من الاستخدام غير المحترم لرمز مسيحي»، حيث يسأل أحد المستخدمين «على أي كوكب هو هزلي أو يتم تشجيعه على السخرية من معتقدات شخص ما؟» 
في يونيو 2018، طردت CrossFit كبير مسؤولي المعرفة، راسل بيرغر، بعد أن كتب Berger عن مجتمع LGBT على Twitter . وجاءت تغريدة Berger بعد إغلاق موقع CrossFit في Indianapolis بسبب رد الفعل العنيف الذي واجهته بعد إلغاء تمرين LGBT Pride Month . كتب بيرغر على تويتر «بصفتي شخصًا يعتقد شخصيًا أن الاحتفال بـ» الفخر «هو خطيئة، أود أن أشجع شخصيًا #CrossFitInfiltrate للوقوف بجانب قناعاتهم ورفض استضافة تمرين indypride . إن عدم تسامح أيديولوجية مجتمع الميم تجاه أي وجهات نظر بديلة أمر مذهل». وأثارت التغريدة ردودًا غاضبة شجبت بيرغر باعتباره متعصبًا وضغطت على الرئيس التنفيذي غلاسمان لإقالته؛ تم وضع بيرغر لأول مرة في إجازة غير مدفوعة الأجر، ولكن تم فصله لاحقًا من قبل غلاسمان، الذي أدان بيرغر علنًا.
في مايو 2019، أغلقت CrossFit حساباتها على Facebook و Instagram، والتي كان لديها 3.1 مليون و 2.8 مليون متابع على التوالي. على الصفحة الرئيسية للشركة، ذكر الإعلان أن CrossFit كانت قلقة بشأن خصوصية المستخدم وأمنه في أعقاب «شكاوى عامة معروفة حول شركة وسائل التواصل الاجتماعي والتي قد تؤثر سلبًا على أمن وخصوصية مجتمع CrossFit العالمي.» كما أشارت الشركة إلى سرقة الملكية الفكرية وتواطؤ Facebook مع «مصالح صناعة الأغذية والمشروبات» كأسباب لإلغاء تنشيط حساباتها على وسائل التواصل الاجتماعي.
في 6 يونيو 2020، غرد مؤسس CrossFit Greg Glassman، «إنه: FLOYD-19» ردًا على تغريدة من معهد القياسات الصحية والتقييم في جامعة واشنطن تنص على أن «العنصرية والتمييز هما أمران مهمان للصحة العامة القضايا التي تتطلب استجابة عاجلة». تم انتقاد تغريدة غلاسمان على نطاق واسع. استجابت العديد من الصالات الرياضية التابعة لـ CrossFit حول العالم بإنهاء انتمائهم، كما أعلنت Reebok أيضًا أنها ستنهي ارتباطها المؤسسي. استضاف غلاسمان أيضًا مكالمة Zoom منتقدة مع أصحاب صالة ألعاب Crossfit حيث طرح نظريات المؤامرة حول COVID-19 وادعى أن جورج فلويد قد قُتل كجزء من التستر المفصل على التزييف الذي لا علاقة له بالعنصرية. في 9 يونيو 2020، استقال غلاسمان من منصب الرئيس التنفيذي  ثم أعلن بعد أسبوعين أنه طرح الشركة للبيع.

## روابط خارجية
- الموقع الرسمي